# Raya et Sakina

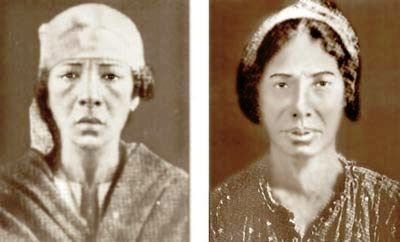
Sakina (à gauche) et Raya (à droite).

Les sœurs Raya et Sakina (arabe : ريا وسكينة) sont des tueuses en série égyptiennes, responsables du meurtre de près de 17 femmes dans le quartier de Labban (en) à Alexandrie, au début du XXe siècle. 
Condamnées à mort, elles sont exécutées le 21 décembre 1921 par pendaison. 

## Biographie
Les deux sœurs sont nées en Haute Égypte, Raya est l'aînée de sept ans. Après le décès de leur père, la famille déménage à Beni Suef puis à Kafr El-Zayat, où Raya travaille dans la collecte de coton. Elle y épouse Hasb-Allah Said, avec qui elle a une fille nommée Badia ainsi qu'un fils décédé peu de temps après sa naissance. Sakina déménage en 1918 avec son mari dans le quartier Labban à Alexandrie ; l'aînée la rejoint ensuite avec sa famille. Sakina divorce peu après et épouse Mohammed Abdel-Al, leur voisin de l'époque.

### Contexte
L'Egypte est au début du XXe siècle confrontée à d'importantes difficultés économiques, en raison du chômage et des coûts de la Première Guerre mondiale. La prostitution et les débits d'alcools sont, à l'époque, légalisés par l'Empire britannique, ce qui permet à Raya et Sakina d'ouvrir de nombreuses maisons closes et de se lancer dans le proxénétisme. 

### Mode opératoire
Entre le 20 décembre 1919 et le 12 novembre 1920, Raya et Sakina, assistées de leurs maris, Hasb-Allah Saïd et Mohamed Abd El-'Al, ainsi que de deux autres complices Orabi Hassan et Abd El-Razik Yossef travaillant comme gardes des maisons closes,  kidnappent et tuent 17 femmes égyptiennes avant d'enterrer leurs corps sous leurs maisons dans les vieux quartiers d'Alexandrie. 
Les victimes sont des prostituées et d'anciennes travailleuses des maisons closes gérées par Raya et Sakina. La plupart connaissent personnellement les deux femmes et sont amies avec elles depuis de nombreuses années. Les deux sœurs et leurs complices procèdent souvent de la même manière. Les deux femmes attirent d'abord la victime dans une des maisons des complices et leur offrent de l'alcool. Les complices masculins se chargent ensuite de maitriser physiquement la victime en restreignant ses mouvements, puis ils la tuent par étouffement à l'aide d'un linge mouillé placé sur le nez et la bouche. Une fois décédée, la victime est dépouillée de ses bijoux, vêtements et objets de valeur, puis enterrée sur le lieu du crime. Les hommes retirent le carrelage du sol, creusent un trou, enterrent le corps puis replacent les carreaux. Les deux sœurs vendent ensuite l'or dérobé à un orfèvre avant de partager le butin avec leurs complices. 

### Enquête et arrestation
Peu avant le début de l'enquête, la police note une augmentation des signalements pour personnes disparues, toutes étant des femmes présentées comme portant des bijoux en or et transportant une grande quantité d'argent. Nombre d'entre elles sont vues pour la dernière fois en compagnie d'au moins une des deux sœurs. Raya et Sakina sont donc interrogées plusieurs fois dans le cadre des enquêtes, mais réussissent à éviter les soupçons des enquêteurs quant à leur éventuelle implication. 
Cependant, le matin du 11 décembre 1920, un passant découvre le corps d'une femme sur le bord de la route. Le corps, complètement démembré, est endommagé au point d'être méconnaissable, à l'exception de ses longs cheveux noirs tressés. Le même mois, le propriétaire d'une maison précédemment louée par Sakina déclare avoir trouvé des restes humains sous le sol de sa maison alors qu'il creusait pour réparer une conduite d'eau. Les policiers retirent alors les carreaux du sol et trouvent deux corps. Ces découvertes apportent la preuve de meurtres commis dans le quartier de Labban et motivent l'ouverture d'une nouvelle enquête. 
Peu de temps après, un agent de police remarque une odeur d'encens exceptionnellement forte émanant quotidiennement de la maison de Raya. Interrogée à ce sujet, cette dernière répond essayer de se débarrasser des odeurs de tabac et d'alcool émanant des clients de la maison close. L'agent de police remarque néanmoins qu'une partie du carrelage de la maison parait plus récent que le reste. Les nouveaux carreaux sont enlevés, révélant les corps décomposés dont l'odeur était masquée par l'encens. Les cadavres de deux femmes et les restes d'une troisième sont ainsi découverts sous le sol de la maison. Peu après l'incident, la police fouille l'ensemble des quatre maisons précédemment louées par Raya et Sakina, toutes situées dans le quartier de Labban, révélant les restes de 17 femmes au total. .  
Arrêtées et interrogées, les deux sœurs accusent leurs maris et les deux autres hommes d'être à la tête des opérations et de les forcer à accompagner les victimes jusqu’à la maison, et racontent comment elles inventaient des prétextes pour séduire les femmes et les obliger à venir chez elles. Badeia'a, fille de Raya, âgée de neuf ans, est un témoin clé de l'enquête. Elle avoue avoir vu les membres de sa famille étouffer des femmes et les enterrer sous le plancher de leur maison, où ils s'asseyaient ensuite, mangeaient et poursuivaient leur vie comme si de rien n'était. 

### Condamnation et exécution
Deux ans après la disparition de ces femmes, la police termine de dresser un tableau détaillé du mode opératoire des criminels. Le procès attire l’attention de toute la société égyptienne. Raya, Sakina, leurs compagnons et complices sont déclarés coupables et condamnés à mort le 16 mai 1921. Les deux sœurs deviennent les premières femmes de l'Égypte moderne à subir cette peine. L'orfèvre ayant acheté les bijoux des victimes est quant à lui condamné à cinq ans de prison. 
Le 21 décembre 1921, les deux sœurs sont exécutées par pendaison. Elles portent des vêtements d'exécution rouges spécialement conçus pour elles, étant les premières femmes à être condamnées à mort. Leurs maris sont exécutés le lendemain.

### Des crimes ignorés sur une longue durée
Cette affaire compte 17 victimes. La raison pour laquelle ces crimes ont pu durer aussi longtemps, par delà le manque d'implication de la police pointée par certains historiens et écrivains, est que le phénomène des femmes fuyant leur famille en raison de la pauvreté ou de leurs relations conjugales défaillantes est, à l'époque, largement répandu. L'absence de papiers d'identité rend également très difficile la recherche des personnes disparues. Les deux sœurs étaient, de plus, connues des victimes, qui entraient dans la maison de leur plein gré sans faire de bruit ni de doute. Enfin la police n'a pas soupçonné que les criminels puissent être des femmes, de sorte que les enquêtes se sont d'abord concentrées sur les suspects masculins.

## Scènes de crime
Les quatre maisons où les crimes ont été commis étaient toutes situées près de la place Mansheya. La plupart des victimes venaient de cette région.
L'adresse des maisons était :
- N° 5 rue Makoris, près de la boulangerie Labban
- N° 38 Rue Ali Bay Elkebeer
- N° 6, rue El Negah
- N° 8, rue El Negah

## Conséquences
L'histoire de ce gang a inspiré de nombreux films, mini-séries et pièces de théâtre. 
De nos jours, de nombreux touristes égyptiens et arabes continuent de visiter le quartier de Labban pour voir la maison de Rayya et Sakina ainsi que l'ancien poste de police voisin où les premières enquêtes ont eu lieu.

## Raya et Sakina dans les médias
- Raya et Sakina, film de Salah Abu Seif (1953) avec Negma Ibrahim, Zouzou Hamdy El-Hakim, Farid Shawki, Anwar Wagdi, Shoukry Sarhan, Samira Ahmed et Berlanty Abdel Hamid.
- Ismail Yasin rencontre Raya et Sakina, film de Hamada Abdel Wahab (1955) avec  Ismail Yasin, Negma Ibrahim, Zouzou Hamdy El-Hakim, Abdel Fattah Qasri et Reyad El Kasabgy.
- Raya et Sakina, film (1983) avec Sharihan, Younis Shalabi et Hassan Abdeen.
- Raya et Sakina, pièce de théâtre (1985) avec Soheir el Bably, Shadia, Abdel Moneim Madbouly et Ahmed Bedier.
- Raya et S'kina, série télévisée diffusée en 2005 avec  Abla Kamel et Somaya El Khasheb.